# Trịnh Li công
Trịnh Li công hay Trịnh Hi công (chữ Hán: 鄭釐公 hay 鄭僖公; trị vì: 570 TCN–566 TCN), tên thật là Cơ Uẩn (姬恽), hay còn gọi là Cơ Khôn Ngoan (姬髡顽), là vị vua thứ 15 của nước Trịnh – chư hầu nhà Chu trong lịch sử Trung Quốc.
Cơ Uẩn là con trai của Trịnh Thành công – vị vua thứ 11 của nước Trịnh.

## Làm vua lần thứ nhất
Theo Tả truyện, năm 582 TCN, vua cha Trịnh Thành công đã theo Sở nhưng vẫn muốn giữ quan hệ với nước Tấn bèn sang triều kiến Tấn Cảnh công, bị vua Tấn bắt giữ. Đại phu Bá Quyên đến xin giảng hòa, cũng bị giết, Tấn Cảnh công lại cử Loan Thư đi đánh Trịnh. Đầu năm 582 TCN, quân Tấn tiến đến nước Trịnh. Trước tình hình đó, công tử Ban lập chú ông là công tử Nhu làm vua, tức Trịnh quân Nhu để nước Tấn thả Trịnh Thành công. Tuy nhiên tháng sau, người nước Trịnh giết công tử Nhu, lập Khôn Ngoan làm vua, tức Trịnh Hi công. Công tử Ban trốn sang nước Hứa.
Theo kế hoạch của Công Tôn Thân, Trịnh bèn mang quân vây nước Hứa. Tháng 5 năm 582 TCN, nước Tấn tập hợp liên minh Tề, Tống, Tào đi đánh Trịnh. Loan Thư thấy Trịnh đã tân quân bèn bàn nên trả lại Trịnh Thành công. Nước Trịnh sai công tử Hãn mang đồ quý là chuông Tương Chung đi hối lộ cho nước Tấn, công tử Nhiên đi hội thề với nước Tấn ở đất Vu Trạch, công tử Tứ đi làm con tin, Tấn Lệ công bèn thả Trịnh Thành công về nước, Khôn Ngoan phải nhường lại ngôi vua.
Tuy nhiên theo ghi chép trong Sử kí-Trịnh thế gia thì sau khi nghe tin nước Trịnh lập Trịnh quân Nhu, Tấn Cảnh công thả Trịnh Thành công. Sau người nước Trịnh giết Trịnh Nhu để đón Thành công, không nhắc tới lần lên ngôi này của Trịnh Hi công.

## Làm vua lần thứ 2
Năm 571 TCN, Trịnh Thành công qua đời. Người nước Trịnh lại lập Khôn Ngoan lên ngôi lần thứ hai. Tháng 7 năm đó, nước Tấn hội minh tại đất Thích của nước Vệ bàn kế phạt Trịnh. Khanh sĩ nước Lỗ là Trọng Tôn Miệt muốn đắp thành Hổ Lao để khống chế nước Trịnh, Trịnh Hi công phải xin hòa, thần phục nước Tấn.
Năm sau, 570 TCN, Trịnh Hi công đến dự hội chư hầu với các nước Tấn, Tống, Vệ, Lỗ, Cử, Chu ở Tiêu Ngư, tha hết tù binh của nước Trịnh, rút hết quân đội khỏi nước Trịnh. Nước Trịnh lại theo Tấn.
Năm 568 TCN, Tấn Điệu công lại hội chư hầu, Trịnh cùng các nước Tấn, Tống, Trần, Vệ, Lỗ, Tào, Cử, Chu, Đằng, Tiết và Ngô hội thề ở đất Vệ.
Trịnh Li công không coi trọng lễ. Khi còn là thế tử nước Trịnh đi dự hội chư hầu ông đã nhiều lần vô lễ, vì vậy các công tử trong nước không bằng lòng. Có người can ngăn bị ông giết chết.
Năm 566 TCN, tể tướng nước Trịnh là Tử Tứ đến triều kiến Trịnh Hi công, Trịnh Hi công cũng không giữ lễ.
Tử Tứ tức giận bèn bí mật đầu độc giết chết ông, rồi tuyên cáo với chư hầu rằng Hi công bị bệnh mất. Tử Tứ lập con ông là công tử Gia mới 5 tuổi lên nối ngôi, tức Trịnh Giản công.